# Зеленоград
У терминов Зеленоград и Зеленоградский существуют и другие значения, см. Зеленоград (значения)
Зеленогра́д (полностью официально — Зеленогра́дский администрати́вный о́круг) — город в России, образующий один из 12 административных округов Москвы. Расположен в 37 км к северо-западу от центра Москвы. Первый из трёх округов, которые были образованы на территориях, полностью находящихся за пределами Московской кольцевой автомобильной дороги. Один из основных научно-производственных центров советской и российской электроники и микроэлектроники.
По состоянию на 2024 год самый маленький по территории и предпоследний по населению округ Москвы. Вместе с тем Зеленоград как обособленный населённый пункт мог бы войти в пятёрку крупнейших городов Подмосковья (уступая лишь Балашихе, Подольску, Мытищам и опережая Химки) и в первую сотню городов России.
Со всех сторон окружён территорией Московской области (на западе и севере граничит с городским округом Солнечногорск, на востоке и юге — с городским округом Химки) и является самым крупным эксклавом Москвы. В состав Зеленограда входят также посёлок Малино, часть посёлка Алабушево, деревни: Кутузово, Новомалино и Рожки. На западной границе находится в непосредственном соприкосновении с рабочим посёлком Андреевка, образуя с ним агломерацию.
До расширения территории Москвы в 2012 году Зеленоград по доле зелёных насаждений в общей площади (~30 %) занимал второе место среди административных округов Москвы, уступая только Восточному административному округу.
Известен под прозвищем советская/русская/российская Силиконовая (Кремниевая) долина.

## Этимология
См. также Зелёный город
Современное название с 1963 года: членится на Зелен- и -град — зелёный город — по сохранённым при застройке большим лесным (зелёным) массивам. С момента основания и до обретения имени имел временное обозначение как город (город-спутник, населённый пункт) в районе станции Крюково.
Названия жителей: зеленогра́дец, зеленогра́дка, зеленогра́дцы.

## История

### Предыстория
В своей основе современный Зеленоград построен на территориях деревень Матушкино и Савёлки, посёлка Крюково, а также ряда других более мелких населённых пунктов и нескольких дачных участков.

### Великая Отечественная война

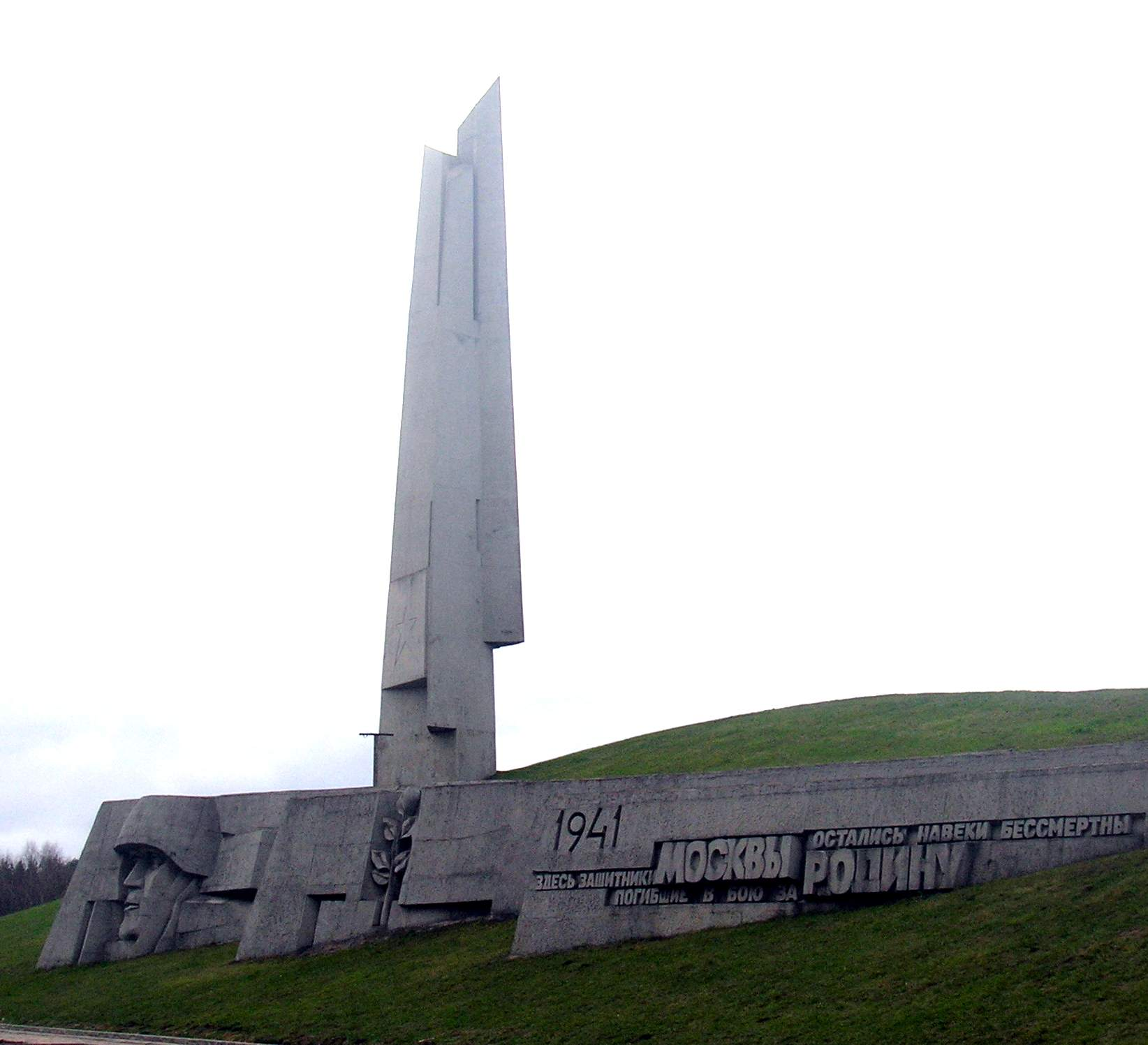
Мемориальный комплекс «Штыки»

В 1941 году во время Битвы за Москву в районе Зеленограда от станции Крюково вдоль Крюковского шоссе (ныне Панфиловский проспект) проходила линия обороны советских войск. В городе и окрестностях находится большое количество памятников Великой Отечественной войны: наибольшую известность из них получил мемориальный комплекс «Штыки», из братской могилы которого 3 декабря 1966 года в ознаменование 25-летней годовщины разгрома гитлеровских войск под Москвой был взят прах Неизвестного солдата и перезахоронен в Александровском саду у стен Кремля. По состоянию на 2024 год на территории округа продолжают обнаруживать неразорвавшиеся боеприпасы и другие свидетельства боёв.

### Основание города
К 1950-м годам в Москве и во многих других крупных промышленных городах СССР сложилась ситуация с острой нехваткой жилья, для разрешения которой было предложено несколько программ. Наиболее известной стала программа массового индустриального строительства — быстрого возведения дешёвого жилья с помощью технологий панельного домостроительства, так называемых «хрущёвок», а другой — программа строительства городов-спутников. В частности Институт Генерального плана Москвы предлагал создать вокруг Москвы 10 новых городов-спутников.
3 марта 1958 года (впоследствии официальная дата основания Зеленограда) Совет Министров СССР принял постановление о строительстве первого города-спутника Москвы — нового города в районе станции Крюково. Численность населения, согласно первоначальному проекту, должна была составлять 65 тыс. человек. Под будущий город была отведена территория площадью 11,28 км² (около 30 % территории современного города) между Октябрьской железной дорогой и Ленинградским шоссе в районе 37—41 км от центра Москвы.
Фактическое строительство города было начато в 1960 году (главный архитектор Игорь Евгеньевич Рожин). В градостроительном решении нового города исследователи отмечают элементы концепции «города-сада», влияние застройки финского района Тапиола и английских новых городов (в частности Харлоу). Предусматривалось применение свободной планировки микрорайонов и застройка преимущественно четырёхэтажными жилыми зданиями. Планировалось выведение из Москвы нескольких предприятий лёгкой (текстильной) промышленности, а также шарикоподшипникового и часового заводов. Город предполагалось заселить москвичами, получавшими здесь жильё из расчёта 9 м² на человека.
По ходу строительства города начала складываться ситуация, что промышленные предприятия переезжать в него не торопились, как результат — дальнейшая программа строительства городов-спутников вокруг Москвы была свёрнута, и город-спутник в районе станции Крюково остался единственным из запланированных десяти.
В 1962 году строящийся город по инициативе председателя Государственного комитета по электронной технике Александра Ивановича Шокина был переориентирован на развитие электроники и микроэлектроники в рамках создания комплексного центра микроэлектроники «Научный центр». Изменилась и градостроительная концепция Зеленограда: вместо сплошной четырёх-пятиэтажной застройки в городе начали возводиться также и многоэтажные здания. Впоследствии Зеленоград постоянно противопоставлялся сформировавшейся немного позднее американской Силиконовой (Кремниевой) долине, из-за чего получил одно из своих прозвищ — советская/русская Силиконовая (Кремниевая) долина. Ряд исследователей истории советской электронной промышленности обращают внимание, что заметная роль в инициативе Шокина принадлежала сбежавшим в СССР американским инженерам Джоэлю Барру и Альфреду Саранту (ставшим в СССР Иосифом Вениаминовичем Бергом и Филиппом Георгиевичем Старосом), последний из которых в 1960-х годах возглавлял КБ-2 электронной промышленности в Ленинграде. Первым директором Научного центра в 1963 году был назначен Фёдор Викторович Лукин, а Старос стал его заместителем по науке.
15 января 1963 года новый населённый пункт получил имя Зеленоград.
16—25 января 1963 года Зеленоград из населённого пункта пригородной зоны города Москвы был преобразован в город районного подчинения и передан в подчинение Ленинградскому районному Совету Москвы. Через два года, 19 февраля — 2 марта 1965 года статус Зеленограда был повышен, когда город был передан из районного подчинения в городское — непосредственно Московскому городскому Совету депутатов трудящихся. 25 ноября 1968 года в соответствии с указом Президиума Верховного Совета РСФСР, изменившим административно-территориальное деление Москвы, Зеленоград в дополнение к статусу города получил статус района Москвы.
В 1971 году был принят генеральный план застройки города (главный архитектор Игорь Покровский, архитекторы Феликс Новиков, Григорий Саевич и другие).

### Присоединение посёлка Крюково
В 1987 году в территорию города был включён посёлок Крюково вместе с прилегающими территориями, которые должны были стать площадкой для второй очереди развития города как центра электроники. Однако во время распада СССР строительство новой промышленной зоны — Центра информатики и электроники (ЦИЭ), осуществлявшееся Министерством электронной промышленности СССР, было прекращено на нулевом цикле, при том, что строительство жилого фонда по решению Правительства Москвы было продолжено (в том числе для переселения жителей основной части Москвы). Расчёт количества рабочих мест в промышленных зонах так называемого Старого города предполагал, что работой жителей Нового города обеспечит ЦИЭ, и возникший дисбаланс в отношении количества жителей и рабочих мест, усугублённый кризисом российской экономики после распада СССР, привёл к тому, что значительная часть жителей Зеленограда вынуждена ежедневно пересекать границу Старого и Нового города или выезжать за пределы округа (в первую очередь в Москву).
Вопреки нашему желанию, город перешагнул за железную дорогу. Несмотря на построенный мостопровод, связь между двумя частями города, старой и новой, слабая. Город разрублен надвое стальной магистралью...Игорь Александрович Покровский, главный архитектор Зеленограда

### Современность

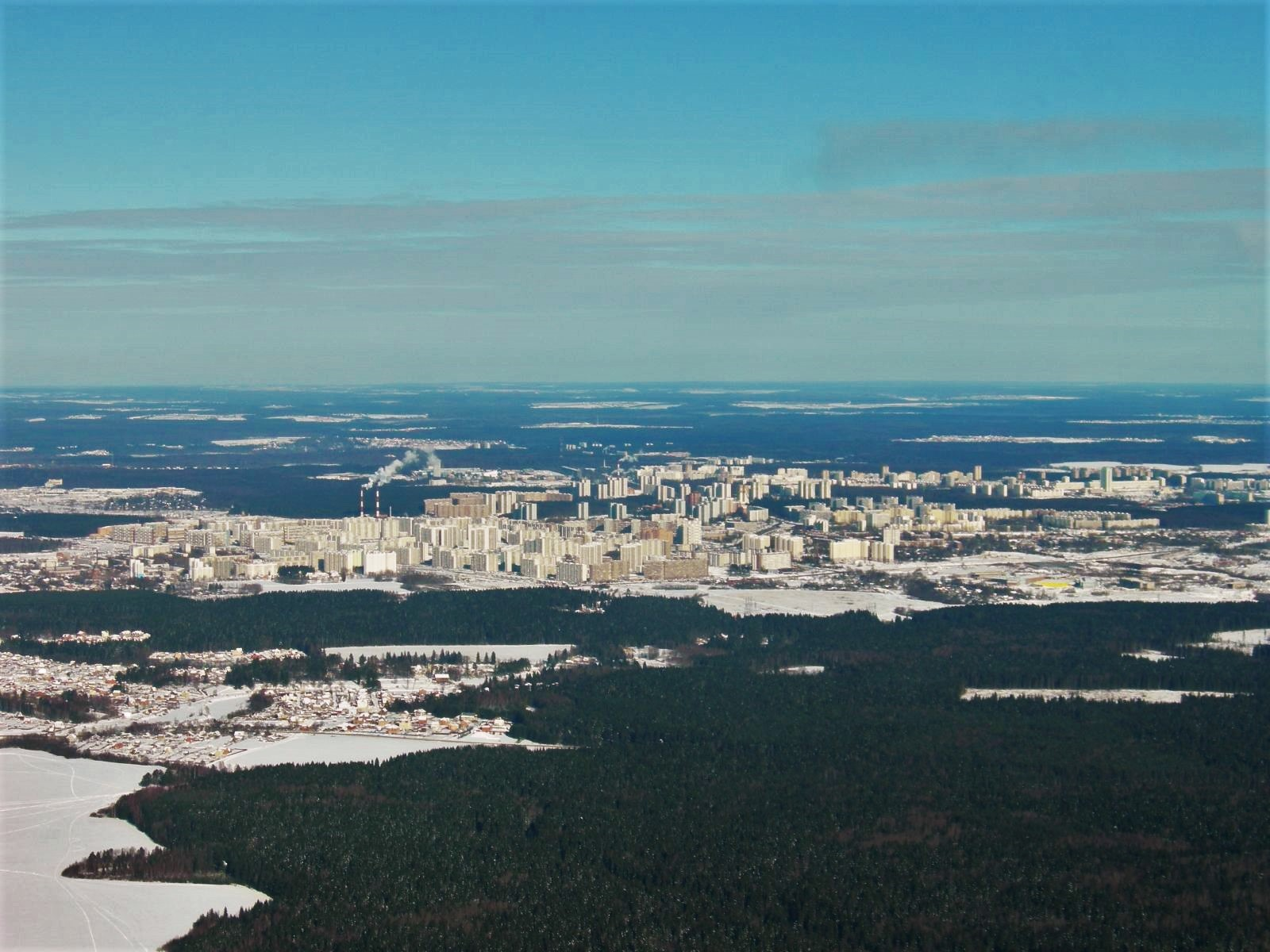
Вид на город с воздуха (2007)

В июле 1991 года в Москве началась реформа административно-территориального деления, связанная с упразднением старых районов и созданием административных округов. В соответствии с ней город Зеленоград образовал один из десяти округов Москвы — Зеленоградский административный округ, что было закреплено постановлением президента РФ и председателя Верховного Совета РФ от 3 января 1992 года. Этим же постановлением было установлено деление Зеленограда на пять муниципальных округов (№ 1, № 2, № 3, № 4 и Крюково).
Статус города Зеленограда как административного округа Москвы зафиксирован в законе города Москвы 5 июля 1995 года № 13-47 «О территориальном делении города Москвы». Этот же закон зафиксировал разделение Зеленограда на районы (муниципальные округа) № 1, № 2, № 3, № 4 и Крюково, за границами которых осталась четыре промышленные зоны Старого города (образовавшие впоследствии территориальную единицу с особым статусом Зеленоградская) и территория Зеленоградского лесопарка на территории Старого города.
4 декабря 2002 года было произведено разделение Зеленограда на три района при сохранении пяти внутригородских муниципальных образований:
- район Матушкино-Савёлки — муниципальные образования Матушкино (бывший район № 1) и Савёлки (№ 2),
- Панфиловский район — муниципальные образования Старое Крюково (№ 3) и Силино (№ 4)
- район Крюково — муниципальное образование Крюково.

Одновременно территории ТЕОС Зеленоградская и Зеленоградского лесопарка были распределены между районами Матушкино-Савёлки и Панфиловский.
С 1 января 2010 года деление на пять районов (получивших названия соответствующих пяти муниципальных образований) было восстановлено.

### Статус города
Зеленоград рассматривается как город в ГКГН, в законах о территориальном делении и наименованиях и границах муниципальных образований Москвы. Тем не менее в Росстате, ОКАТО и ОКТМО в качестве города не рассматривается.

## Население
| 1970     | 1975     | 1976     | 1979     | 1982     | 1985     | 1986     | 1987     | 1989     | 1990     |
| -------- | -------- | -------- | -------- | -------- | -------- | -------- | -------- | -------- | -------- |
| 98 000   | ↗131 000 | →131 000 | ↗141 000 | ↘137 000 | ↗152 000 | ↘151 000 | ↘148 000 | ↗159 000 | ↗160 000 |
| 1991     | 1992     | 1993     | 1994     | 1995     | 1996     | 1997     | 1998     | 1999     | 2000     |
| ↗163 000 | ↗171 000 | ↗175 000 | ↗183 000 | ↗192 000 | ↗199 000 | ↗202 000 | ↗206 000 | ↗206 800 | ↗207 100 |
| 2001     | 2002     | 2009     | 2010     | 2012     | 2013     | 2014     | 2015     | 2016     | 2017     |
| ↗207 800 | ↗215 727 | ↗217 560 | ↗221 712 | ↗223 584 | ↗226 477 | ↗229 926 | ↗232 489 | ↗237 897 | ↗239 861 |
| 2018     | 2019     | 2020     | 2021     | 2023     | 2024     |          |          |          |          |
| ↗243 084 | ↗246 535 | ↗250 453 | ↗256 775 | ↗262 505 | ↗270 527 |          |          |          |          |

В 1960-х — 1980-х годах росту населения города способствовали активное жилищное строительство в целях привлечения специалистов (из всего СССР) для нужд электронных предприятий и города в целом и, как следствие, существенно меньшая, чем в среднем по Москве, длина очереди на улучшение жилищных условий.
В 1990-х — 2000-х года рост города происходил уже в основном за счёт внутримосковской миграции, когда москвичам, стоящим в очереди на улучшение жилищных условий, район Крюково предлагался как альтернатива для одновременно строившегося района Митино.

### Национальный состав
По итогам переписи населения 2020 года проживали следующие национальности (национальности менее 0,1 % и другое, см. в сноске к строке «Другие»):
| Национальность | Численность, чел. | Доля     |
| -------------- | ----------------- | -------- |
| Русские        | 166 171           | 64,71 %  |
| Татары         | 884               | 0,34 %   |
| Армяне         | 737               | 0,29 %   |
| Украинцы       | 713               | 0,28 %   |
| Узбеки         | 437               | 0,17 %   |
| Азербайджанцы  | 331               | 0,13 %   |
| Белорусы       | 271               | 0,11 %   |
| Другие         | 87 231            | 33,97 %  |
| Итого          | 256 775           | 100,00 % |

## Административно-территориальное деление
По состоянию на 2017 год Зеленоград состоит из пяти районов, включающих в себя территорию двадцати двух жилых микрорайонов (из них один строится, один в проекте), пяти промышленных и двух коммунальных зон, Зеленоградского лесопарка и нескольких отдельных населённых пунктов.
1. Район Матушкино: 1-й, 2-й и 4-й микрорайоны и Северная промзона.
2. Район Савёлки: 3-й, 5-й, 6-й и 7-й микрорайоны, Восточная коммунальная зона, деревня Назарьево.
3. Район Старое Крюково: 8-й и 9-й микрорайоны, Южная промзона.
4. Район Силино: 10-й, 11-й и 12-й микрорайоны, Западная промзона, промзона «Алабушево» технико-внедренческой зоны «Зеленоград».
5. Район Крюково: 14-й, 15-й, 16-й, 17-й («Жемчужина Зеленограда»), 18-й, 19-й (микрорайон Крюково), 20-й и 23-й («Зелёный бор») микрорайоны, посёлок Малино, деревни Каменка, Кутузово (она же 22-й микрорайон «Кутузовская слобода»), Ново-Малино и Рожки, площадка строящегося 21-го микрорайона (на месте «Развалин ЦИЭ»), коммунальная зона Александровка, промышленная зона Малино.

Также условно город принято делить на Старый (около 60 % населения и 70 % территории на 2020 год) и Новый город.
- Старый город располагается между Октябрьской железной дорогой и Ленинградским шоссе и включает в себя четыре района — Матушкино, Савёлки, Старое Крюково и Силино.
- Новый город располагается западнее и южнее Октябрьской железной дороги и состоит из единственного, но самого крупного по населению и территории района Крюково.

Большая часть почтовых адресов в городе (за исключением промышленно-коммунальных зон, 17-го и 19-го микрорайона, входящих в состав округа других населённых пунктов и нескольких десятков жилых домов в Старом городе) не содержит названий улиц или площадей. Нужный дом определяется по номеру корпуса, в котором первые одна-две цифры обозначают номер микрорайона, например корпус 1106. В нумерации микрорайонов отсутствует номер 13; нумерация корпусов обычно начинается с единицы (за исключением четырёх микрорайонов, имеющих нулевые корпуса 100, 200, 900 и 1100).

### Статистические данные по районам и соответствующим муниципальным округам
По состоянию на 1 января 2020 года
| № | Район / мун. округ | Площадь, га | Население, чел. | Плотность населения, чел. / км² | Площадь жилых помещений, тыс. м² (по состоянию на 2017 год) | Обеспеченность жильём, м² / чел. (по состоянию на 2017 год) |
| - | ------------------ | ----------- | --------------- | ------------------------------- | ----------------------------------------------------------- | ----------------------------------------------------------- |
| 1 | Матушкино          | 503,1       | 40 913          | 8 089                           | 924,6                                                       | 23,1                                                        |
| 2 | Савёлки            | 812,2       | 34 726          | 4 244                           | 729,9                                                       | 21,6                                                        |
| 3 | Старое Крюково     | 380,5       | 31 427          | 8 161                           | 591,5                                                       | 19,3                                                        |
| 4 | Силино             | 1039,63     | 40 341          | 3 869                           | 765,1                                                       | 19,3                                                        |
| 5 | Крюково            | 1125        | 103 046         | 8 898                           | 1918,6                                                      | 20,1                                                        |

## Научные и промышленные организации
Ведущие предприятия города по мнению Большой российской энциклопедии (2020 год)
- «Ангстрем» — разработка и производство интегральных схем;
- Зеленоградский электродный завод;
- Институт проблем проектирования в микроэлектронике РАН;
- «Микрон» — разработка и производство интегральных схем;
- «Миландр» — разработка интегральных схем;
- «НИИ материаловедения» — разработка специальных материалов;
- «НИИ точного машиностроения» — разработка оборудования для электронной промышленности;
- «НИИ физических проблем Национального исследовательского центра „Курчатовский институт“»
- «НТ-МДТ» — разработка и производство сканирующих зондовых микроскопов и зондовых нанолабораторий;
- «Ситроникс Смарт Технологии» — производство смарт-карт;
- «Технологический центр „МИЭТ“»;
- «ЭЛАС» («Компонент») — разработка и производство навигационной, телеметрической, радиолокационной и космической аппаратуры;
- «Элпа» — разработка и производство пьезокерамических материалов и изделий.

## Транспорт
Внутригородская сеть общественного транспорта состоит из 26 автобусных маршрутов Зеленоградского автокомбината (филиал ГУП «Мосгортранс»).
В 2001 году Зеленоград стал первым городом в России, где в порядке эксперимента на наземном общественном транспорте (на автобусном маршруте № 16) была введена автоматизированная система учёта пассажиропотока (получившая название «Автоматизированная система контроля проезда», АСКП). Внешним проявлением системы стало появление на входе в салон турникета и валидатора. К середине 2002 года система была распространена на все внутригородские маршруты, а в 2007 году и на междугородный экспресс № 400.
Регулярное междугороднее сообщение осуществляется электропоездами Октябрьской железной дороги (с городами Москва, Химки, Солнечногорск, Клин, Конаково и Тверь) и автобусами Зеленоградского автокомбината, подмосковного транспортного автопредприятия «Мострансавто» и компании «Автолайн» (с городами Москва, Химки, Истра, Солнечногорск и рядом населённых пунктов Солнечногорского городского округа).

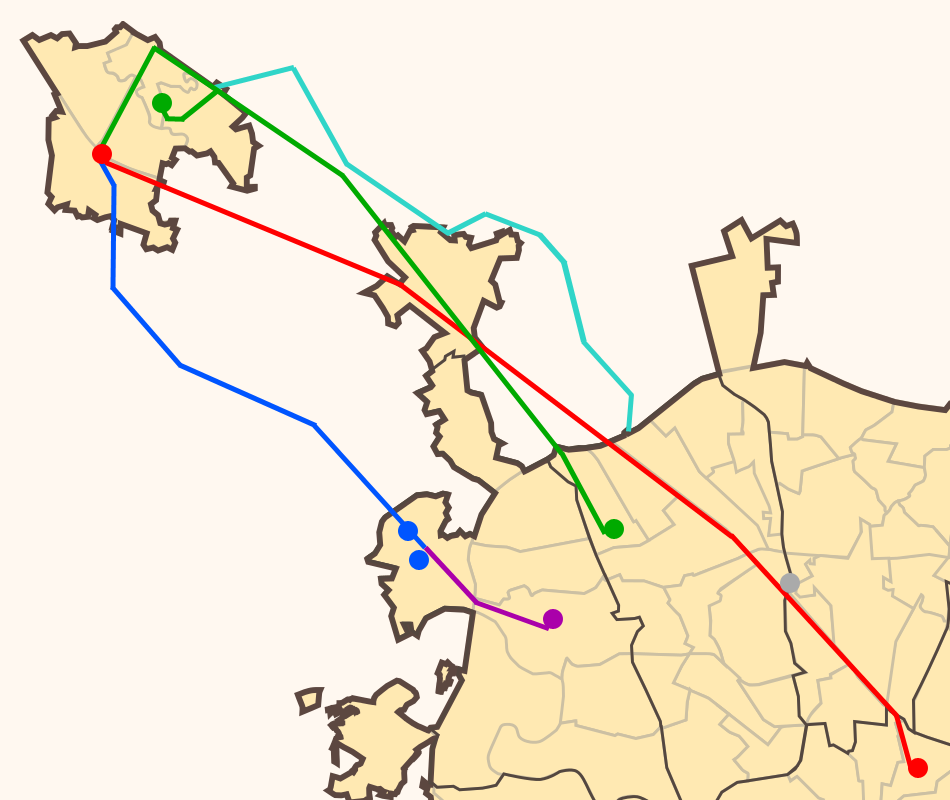
Четыре основных транспортных потока между Зеленоградом и Москвой

Большая часть междугороднего сообщения приходится на сообщение с Москвой и осуществляется по четырём транспортным потокам:
1. Октябрьская железная дорога (от станции Крюково до Ленинградского вокзала) и Ленинградско-Казанский диаметр (МЦД3);
2. Ленинградское шоссе (автодорога М10) — до станции метро «Речной вокзал» (см. также Автобус № 400);
3. скоростной автомагистрали М11 «Нева» (платная, «новая» Ленинградка) — до станции метро «Ховрино» (см. также Автобус № e41 (400э));
4. Пятницкое шоссе (автодорога Р111) — до станций метро «Пятницкое шоссе», «Митино», «Тушинская» (см. также Автобусы № 400к и № 400т) или «Сходненская» и платформ Трикотажная и Тушинская второй линии Московских центральных диаметров.

Из железнодорожных объектов, кроме станции Крюково, на территории Зеленограда или на его границах находятся моторвагонное депо Крюково, платформы Алабушево и Малино, а также закрытая грузовая станция Крюково-Грузовое. Кроме того, в окрестностях округа находится платформа Фирсановская.

### Транспортные проблемы
Внутренняя транспортная проблема. Город, разделённый Октябрьской железной дорогой на две части, связывают на 2024 год всего два путепровода: шестиполосная (три полосы в каждую сторону) Крюковская эстакада (длина 626 м, ширина 29 м) и четырёхполосная (две полосы в каждую сторону) Старокрюковская эстакада (длина 160 м, ширина 24 м). Для разрешения проблемы запланировано строительство туннеля южнее платформы Алабушево (плановый срок завершения работ — вторая половина 2027 года) и путепровода в районе платформы Малино (начало работ не ранее 2027 года).
Внешняя транспортная проблема. Нехватка рабочих мест в городе вынуждает порядка 30-35 тысяч зеленоградцев, около пятой части населения города трудоспособного возраста (по состоянию на 2024 год), ездить на работу в Москву и в другие регионы.

## Образовательные организации
Высшие учебные заведения

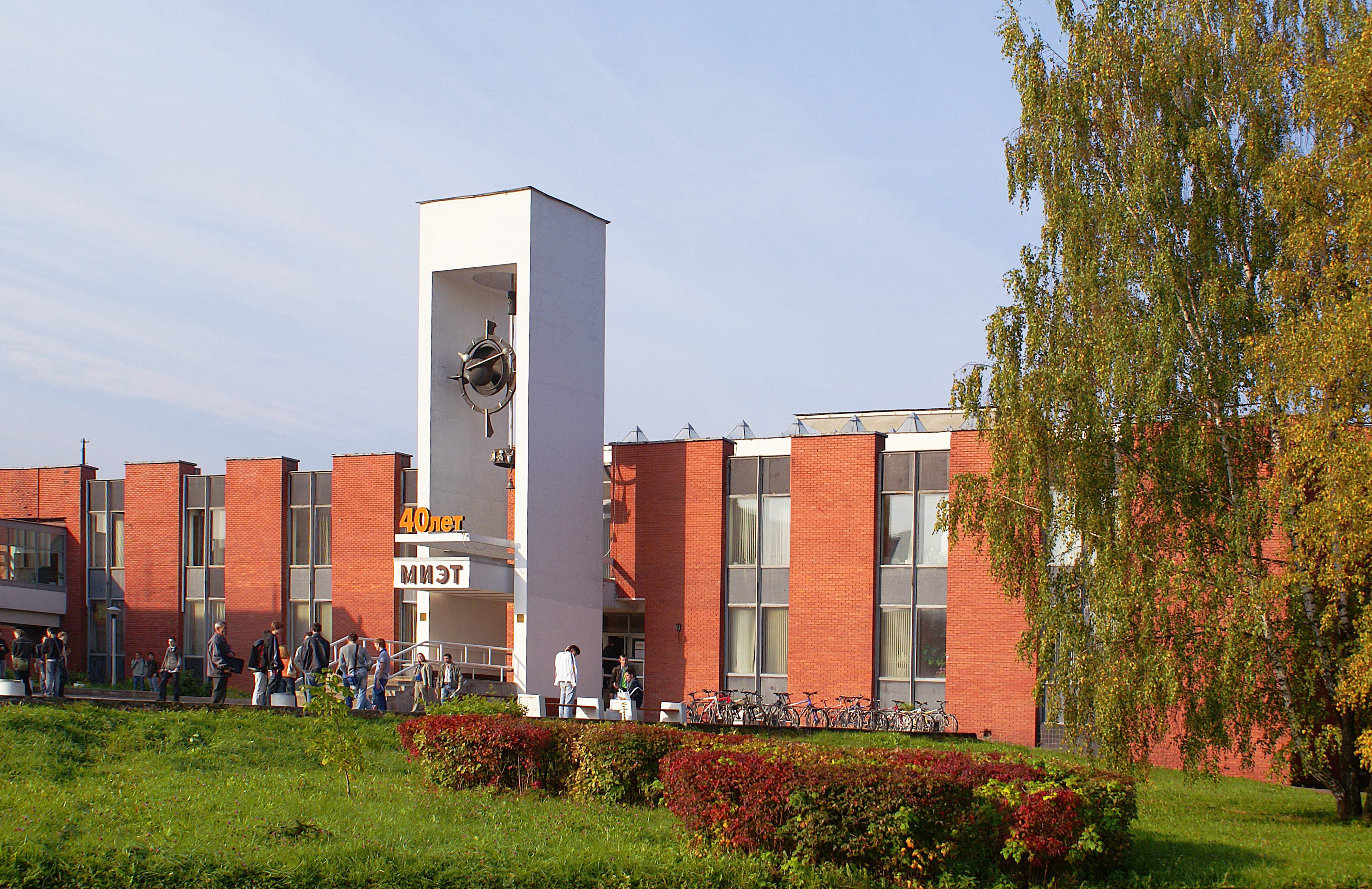
Национальный исследовательский университет «МИЭТ»

- Национальный исследовательский университет «МИЭТ»,
- Зеленоградское отделение (Институт делового администрирования) Московского городского педагогического университета.

Средние специальные учебные заведения
- Филиал «Зеленоградский» Медицинского колледжа № 7 — бывший (до объединения) Медицинский колледж № 8,
- Политехнический колледж № 50 имени дважды Героя Социалистического Труда Н. А. Злобина.

## Культурные сооружения

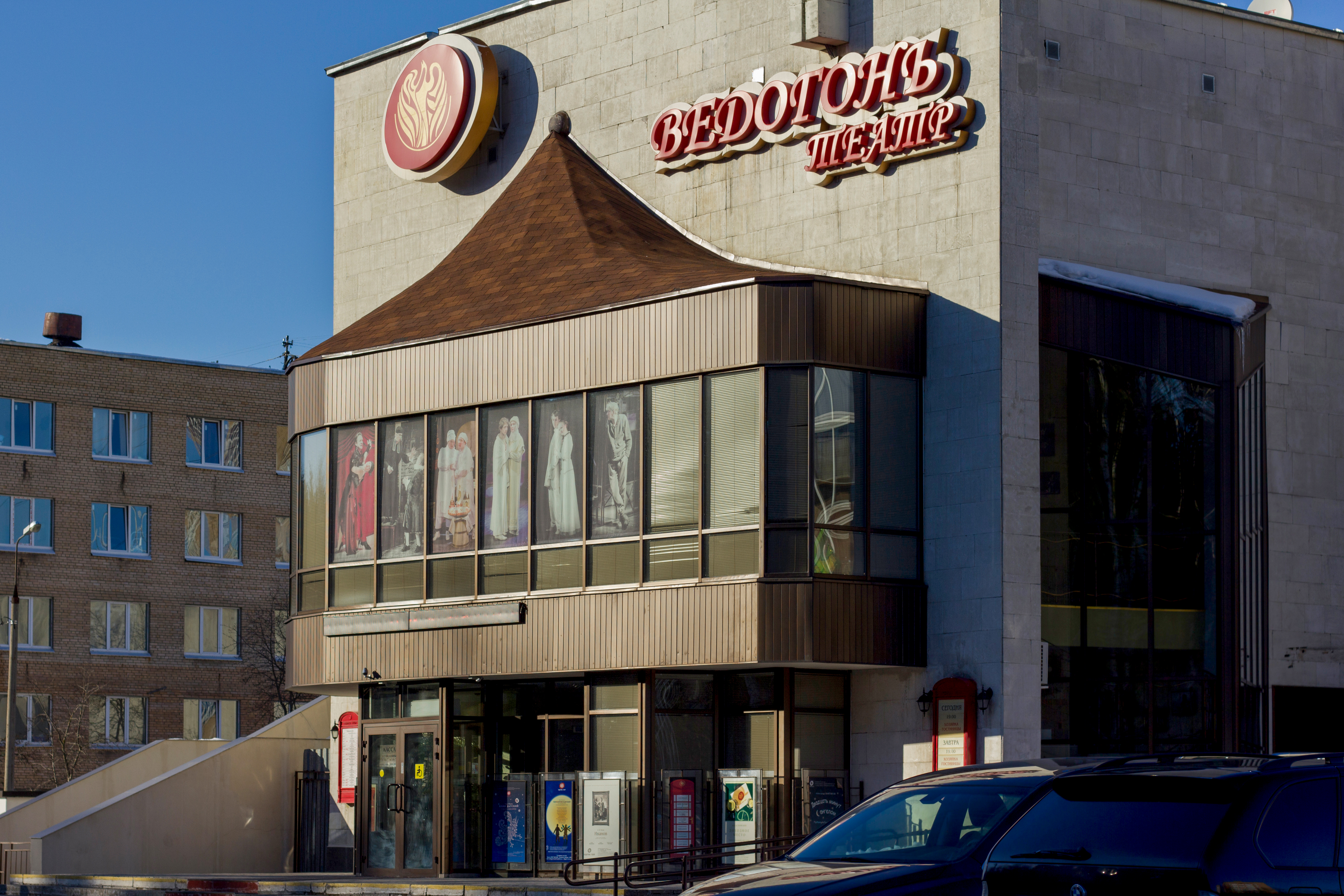
Ведогонь-театр

- Кинотеатр «Каро 5 Иридиум» (5 залов, всего 597 мест), входит в сеть кинотеатров «Каро Фильм».
- Кинотеатр «Релизпарк» в торговом центре «Панфиловский».
- Драматический театр «Ведогонь-театр» (1 зал, изначально — 200 мест, реконструирован в 2003—2006 годах (125 мест)).
- Культурный центр «Зеленоград» (изначально Дворец культуры) киноконцертный зал на 1000 мест, театральный зал на 760 мест, танцевальный зал на 200 мест и лекторий на 80 мест, выставочное пространство в фойе первого и второго этажа[75](база Союза художников Зеленограда), открыт в 1983 году.
- Дворец творчества детей и молодёжи (изначально Дворец пионеров) (1 театральный зал на 470 мест), открыт в 1989 году.
- Дом культуры МИЭТа (1 театральный зал на 640 мест), открыт в 1971 году, реконструирован в 2005 году.
- Два выставочных зала.
- Зеленоградский историко-краеведческий музей.

Ранее также функционировали:
- кинотеатр «Эра» (2 зала) — открыт в 1972 году, превращён в торговый центр в начале 1990-х годов, в настоящее время полностью передан театру «Ведогонь-театр»: малый зал (200 мест) был передан в 1999 году, большой (1000 мест) — в 2014 году (окончание реконструкции намечено на октябрь 2021 года);
- кинотеатр «Электрон» (один зал) — открыт в 1965 году (802 места), реконструирован в 1999—2000 годах (668 мест) и передан в сеть кинотеатров «Каро Фильм», закрыт в 2013 году, переоборудован в 2020 году в фитнес-клуб;
- центр досуга «Микрон» (один зал) — переоборудован в 1998 году в фитнес-клуб.

## Средства массовой информации
- Газеты: «Зеленоград сегодня», «ИНверсия» (студенческая газета МИЭТ), «Сорок один» (имеет статус окружной), «Столичная ярмарка»[76];
  - приложения к газете «Сорок один»: «41+», «Детский Зеленоград», «Молодой Зеленоград» и «Работа и учёба».
- Журналы: «Альфея», «Зеленоградский предприниматель», «Летопись района Крюково» и ежегодник «Деловой Зеленоград»[76].
- Радиокомпания «Зеленоград сегодня»[77], основана в 1992 году.

В 2010—2014 годах в печатном виде издавались также районные газеты «Вести Матушкино», «Савёлки», «Старое Крюково», «Наше Силино» и «Крюковские ведомости». С 1 января 2015 года они были переведены исключительно в электронный формат.
В 1991—2006 годах в Зеленограде функционировал городской (затем окружной) кабельный телеканал телекомпании «Элитекс». В конце 2006 года права на кабельное вещание в округе перешло к Зеленоградской студии телевидения телекомпании «Телевидение Западного округа», работавшей в специальном окружном блоке в сетке вещания телеканала «Доверие». В апреле 2012 года Зеленоградская студия вместе с рядом других окружных студий прекратила независимое вещание в пользу общемосковских телеканалов «Доверие» и «Москва 24».

## Спортивные сооружения
- Футбольный стадион «Ангстрем» (база футбольного клуба «Зеленоград»).
- Спорткомплекс «Орбита» (в Парке Победы): ледовый дворец, универсальный спортивный зал, бассейн «Благовест» (короткая вода, 25 метров), регбийный стадион (база регбийного клуба «Зеленоград»).
- Футбольный стадион «Элион».
- Спорткомплекс МИЭТа: футбольный стадион, универсальный спортивный зал, бассейн (короткая вода, 25 метров).
- Ледовый дворец «Зеленоградский» (база хоккейного клуба «Зеленоград»).
- Универсальный спортивный зал Дома творчества детей и молодёжи.
- Картодром «Назарьево».
- Велодром «Зеленоградский»
- Дворец Единоборств «Рекорд»
- СК «Олимп»
- СК «Радуга»
- СК «Малино»
- СК «Савёлки»
- СК «Спутник Арена»[82]

В округе функционирует спортивная школа олимпийского резерва № 111.

## Религиозные сооружения

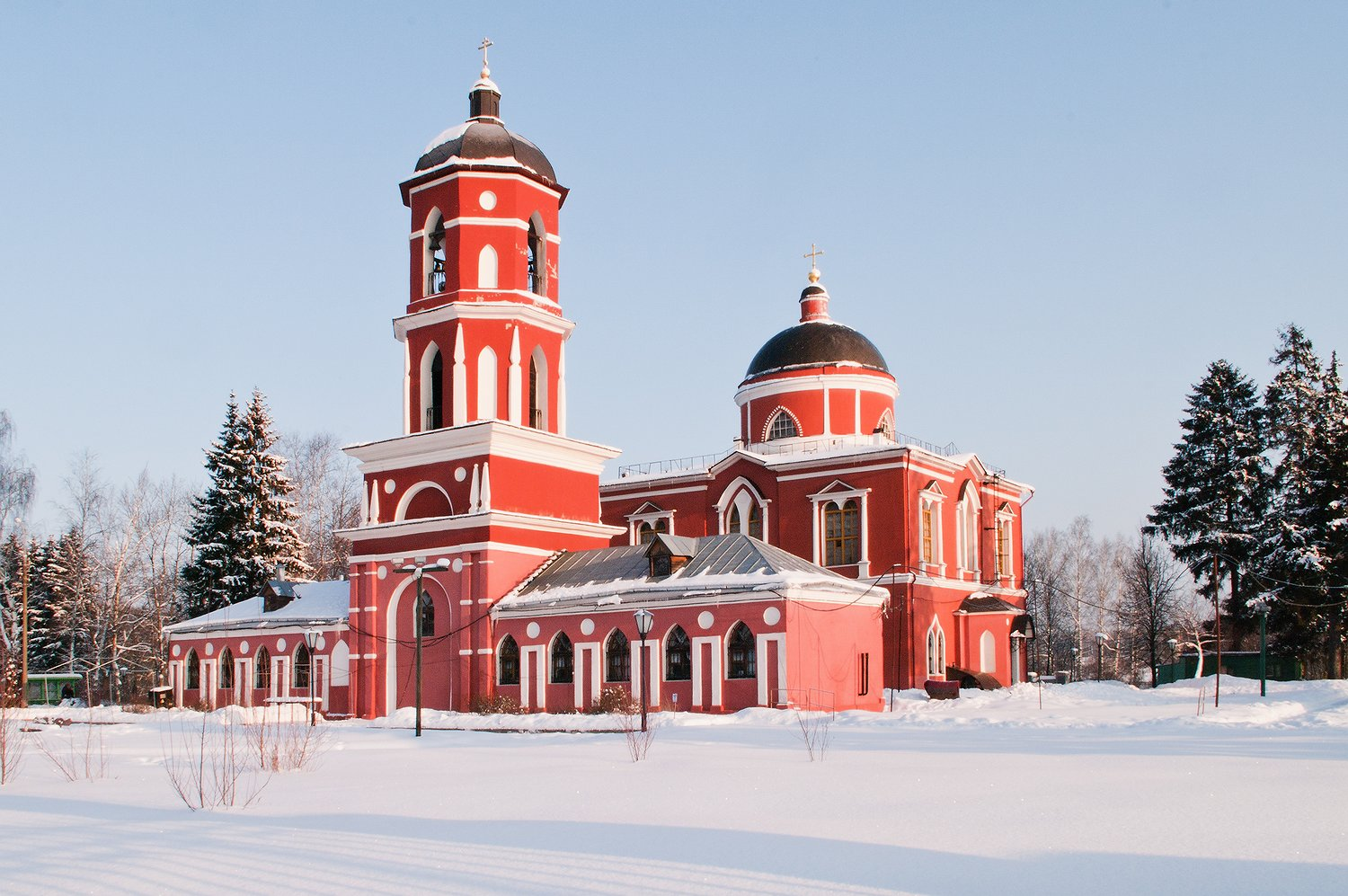
Церковь Николая Чудотворца (1827) — самое старое здание на территории города

Православная общинаНа территории города находятся православные храмы Зеленоградского благочиния Московской городской епархии Русской православной церкви:
- Храм святителя Николая Мирликийского (Никольская церковь, церковь Николая Чудотворца) — 5-й микрорайон, Никольский проезд — главный храм Зеленоградского благочиния;
- Храм святителя Филарета (Филаретовская церковь) — 10-й микрорайон, Филаретовская улица;
- Храм святого благоверного великого князя Александра Невского — коммунальная зона «Александровка» (рядом с 14-м микрорайоном);
- Храм преподобного Сергия Радонежского — 16-й микрорайон, Панфиловский проспект;
- Храм святого великомученика Георгия Победоносца — 17-й микрорайон, Георгиевский проспект;
- Храм Всех Святых — центральное городское кладбище в Восточной коммунальной зоне;
- Часовня преподобного Лазаря Четверодневного — городское кладбище в Рожках.

В 16-м микрорайоне (рядом с храмом преподобного Сергия Радонежского) заложен храм архистратига Михаила, и планируются к возведению ещё два модульных храма (в 10-м и планируемом 21-м микрорайонах).

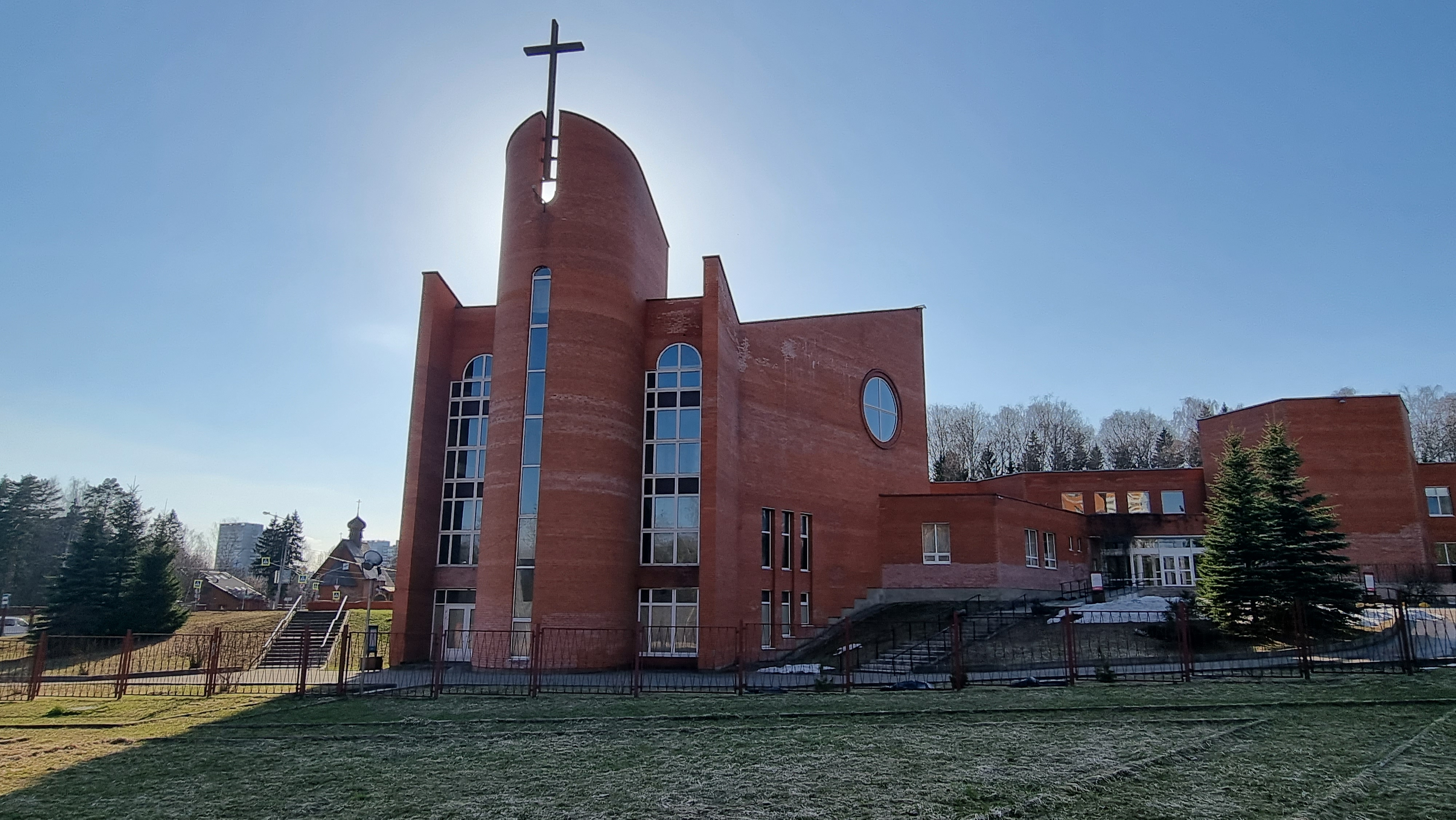
Здание баптистской церкви. Восточный фасад, центральный вход

Община евангельских христиан-баптистовПредставлена церковью «Зеленоградская» в 11-м микрорайоне. Здание дома молитвы является самым крупным отдельно стоящим религиозным сооружением города — оно превосходит основное здание (храм) Никольской церкви, уступая последней только в комплексе (с учётом колокольни и монашеских келий). Архитектор — Игорь Александрович Покровский.
Мормонская общинаДеятельность общины сосредоточена в основном в церкви Иисуса Христа Святых последних дней в 11-м микрорайоне.
Мусульманская общинаМусульманская община города (Общество мусульман Зеленограда) периодически ставит вопрос о строительстве мечети, однако по состоянию на 2010 год территория под её строительство не выделена.

## Кладбища
- Никольское кладбище — старое кладбище у Никольской церкви, основано в 1756 году, новые захоронения не производятся, осуществляются только родовые погребения.
- Городское кладбище «Центральное» в Восточной коммунальной зоне, основано в 1967 году, новые захоронения не производятся, осуществляются только родовые погребения, а также захоронение урн в землю или в колумбарий.
- Городское кладбище «Северное» около посёлка Рожки, основано в 1997 году[86].
- Городское кладбище «Алабушево» в промышленной зоне «Алабушево», основано в 2002 году.

## Города-побратимы
- Талса (США, штат Оклахома)
- Унтершлайсхайм (Унтершляйссхайм) (Германия, федеральная земля Бавария)

## Подшефные корабли
- Большой десантный корабль «Цезарь Куников» (Черноморский флот) — с 1998 года
- Атомная подводная лодка К-506 «Зеленоград» (Тихоокеанский флот) — с 1998 года по 2010 год (корабль был выведен из состава флота)
- Корабль комплексного снабжения «Березина» (Черноморский флот) — с 1995 года по 1997 год (корабль был выведен из состава флота)